# Arouca
Arouca és un municipi portuguès, a la regió del Nord i a la subregió d'«Área Metropolitana do Porto». Es divideix en 20 freguesies. Limita al nord amb Castelo de Paiva i Cinfães, a l'est amb Castro Daire, a l'est i sud amb São Pedro do Sul, al sud amb Vale de Cambra, al sud-oest amb Oliveira de Azeméis i al nord-oest amb Santa Maria da Feira i Gondomar.
| Població del concelho d'Arouca (1801 – 2004) | Població del concelho d'Arouca (1801 – 2004) | Població del concelho d'Arouca (1801 – 2004) | Població del concelho d'Arouca (1801 – 2004) | Població del concelho d'Arouca (1801 – 2004) | Població del concelho d'Arouca (1801 – 2004) | Població del concelho d'Arouca (1801 – 2004) | Població del concelho d'Arouca (1801 – 2004) |       |
| -------------------------------------------- | -------------------------------------------- | -------------------------------------------- | -------------------------------------------- | -------------------------------------------- | -------------------------------------------- | -------------------------------------------- | -------------------------------------------- | ----- |
| 1801                                         | 1849                                         | 1900                                         | 1930                                         | 1960                                         | 1981                                         | 1991                                         | 2001                                         | 2004  |
| 7072                                         | 11111                                        | 16671                                        | 21433                                        | 26378                                        | 23896                                        | 23894                                        | 24227                                        | 24019 |

## Freguesies
- Albergaria da Serra
- Alvarenga
- Arouca
- Burgo
- Cabreiros
- Canelas
- Chave
- Covelo de Paivó
- Escariz
- Espiunca
- Fermedo
- Janarde
- Mansores
- Moldes
- Rossas
- Santa Eulália
- São Miguel do Mato
- Tropeço
- Urrô
- Várzea